# پراسپکت (نیو ساوت ولز)
پراسپکت (به انگلیسی: Prospect) یک حومه شهر در استرالیا است که در نیو ساوت ولز واقع شده‌است.